# 博戈斯洛夫卡村委员会
博戈斯洛夫卡村委员会（俄语：Богословский сельсовет）是俄罗斯联邦阿穆尔州马扎诺沃区所属的一个村委员会。其下辖有2个居民点，行政中心为博戈斯洛夫卡。据2016年统计，该村委员会的人口为319人。